# Herschel Burke Gilbert
Herschel Burke Gilbert (Milwaukee, Wisconsin, 20 d'abril de 1918 - Los Angeles, 6 d'agost de 2003) va ser un prolífic orquestrador, supervisor musical i compositor de bandes sonores de pel·lícules i televisió i temes musicals, entre elles The Rifleman (protagonitzada per Chuck Connors), Zane Grey Theater de Dick Powell, i The Detectives Starring Robert Taylor. Gilbert va estimar una vegada que les seves composicions s'havien utilitzat en almenys tres mil episodis individuals de diverses sèries de televisió.